# Aidassaari (ö i Norra Savolax, Norra Savolax, lat 63,45, long 27,82)
Aidassaari är en ö i Finland. Den ligger i sjön Suuri-Juminen och i kommunen Lapinlax i den ekonomiska regionen  Övre Savolax   och landskapet Norra Savolax, i den centrala delen av landet, 400 km norr om huvudstaden Helsingfors. Öns area är 0,7 hektar och dess största längd är 140 meter i nord-sydlig riktning.